# Peter Wurz
Peter Wurz (Viena, 29 d'agost de 1967) és un antic jugador de futbol austríac de les dècades de 1980 i 1990.

## Trajectòria
Peter Wurz treballava com a lampista des dels 15 anys, professió que abandonà quan començà a destacar en el món del futbol. Després d'iniciar-se al Favoritner AC, l'any 1987 fou fitxat per un dels clubs vienesos més importants, el Rapid de Viena. Una temporada més tard arribà al RCD Espanyol recomanat per José María García Andoain, però no aconseguí triomfar. Disputà només 6 partits de lliga i no marcà cap gol. Durant el mercat d'hivern sortí del club, essent cedit al Rapid, on hi romangué dues temporades més. La seva plaça a l'equip l'ocupà l'anglès Adrian Heath. Després del Rapid jugà al VfB Mödling durant sis temporades, acabant la seva etapa a alt nivell a Wiener SC i Wiener Neustadt.